# Mortal Kombat (filme de 2021)
Mortal Kombat é um filme estadunidense de ação, fantasia e artes marciais de 2021 dirigido por Simon McQuoid (em sua estreia na direção de longas-metragens), a partir de um roteiro de Greg Russo e Dave Callaham, e uma história de Oren Uziel e Russo. Produzido por James Wan, o filme é baseado na série de jogo de luta de mesmo nome criada por Ed Boon e John Tobias, produzido pela Netherrealm Studios (antiga Midway) e distribuído pela Warner Bros.. O filme serve como um reboot da série de filmes Mortal Kombat. O elenco inclui Lewis Tan, Jessica McNamee, Josh Lawson, Tadanobu Asano, Mehcad Brooks, Ludi Lin, Chin Han, Joe Taslim e Hiroyuki Sanada.
Após o fracasso crítico e comercial do filme Mortal Kombat: Annihilation (1997), um terceiro filme do Mortal Kombat ficou no limbo de desenvolvimento por um período de quase duas décadas. No final de 2010, a Warner Bros. Pictures, cuja empresa controladora, Warner Bros. Entertainment, adquiriu a franquia da Midway Games em 2009, começou a desenvolver um novo filme, com Kevin Tancharoen atuando como diretor a partir de um roteiro escrito por Uziel na sequência de seu Curta-metragem Mortal Kombat: Rebirth. James Wan foi anunciado como produtor em agosto de 2015 e McQuoid foi contratado como diretor em novembro de 2016. A produção ocorreu no Adelaide Studios em Adelaide e em outras locações no sul da Austrália. As filmagens ocorreram de setembro a dezembro de 2019.
Mortal Kombat foi lançado pela Warner Bros. Pictures e New Line Cinema  internacionalmente em 8 de abril de 2021, e nos Estados Unidos em 23 de abril de 2021, simultaneamente nos cinemas e na HBO Max. Originalmente o filme seria lançado em 16 de abril de 2021. No Brasil, foi lançado em 20 de maio de 2021.
O filme recebeu críticas mistas dos críticos e arrecadou US$ 84,4 milhões em todo o mundo contra um orçamento de US$ 55 milhões, e bateu recordes no HBO Max. A sequência Mortal Kombat 2 tem lançamento marcado para 2025, com Jeremy Slater definido para escrever o roteiro e McQuoid retornando como diretor.

## Premissa
Um lutador derrotado de artes marciais mistas chamado Cole Young não sabe de sua linhagem oculta ou porque está sendo caçado por Sub-Zero do clã de assassinos Lin-Kuei. Preocupado com a segurança de sua família, ele procura um grupo de lutadores que foram escolhidos para defender o Plano Terreno em uma batalha de alto risco contra as forças da Exoterra.

## Elenco
- Lewis Tan como Cole Young
- Jessica McNamee como Sonya Blade
- Josh Lawson como Kano
- Tadanobu Asano como Raiden
- Mehcad Brooks como Jackson "Jax" Briggs
- Ludi Lin como Liu Kang
- Chin Han como Shang Tsung
- Joe Taslim como Bi-Han / Sub-Zero
- Hiroyuki Sanada como Hanzo Hasashi / Scorpion
- Max Huang como Kung Lao
- Sisi Stringer como Mileena
- Matilda Kimber como Emily Young
- Laura Brent como Alison Young
- Elissa Cadwell como Nitara
- Daniel Nelson como Kabal

## Produção

### Desenvolvimento

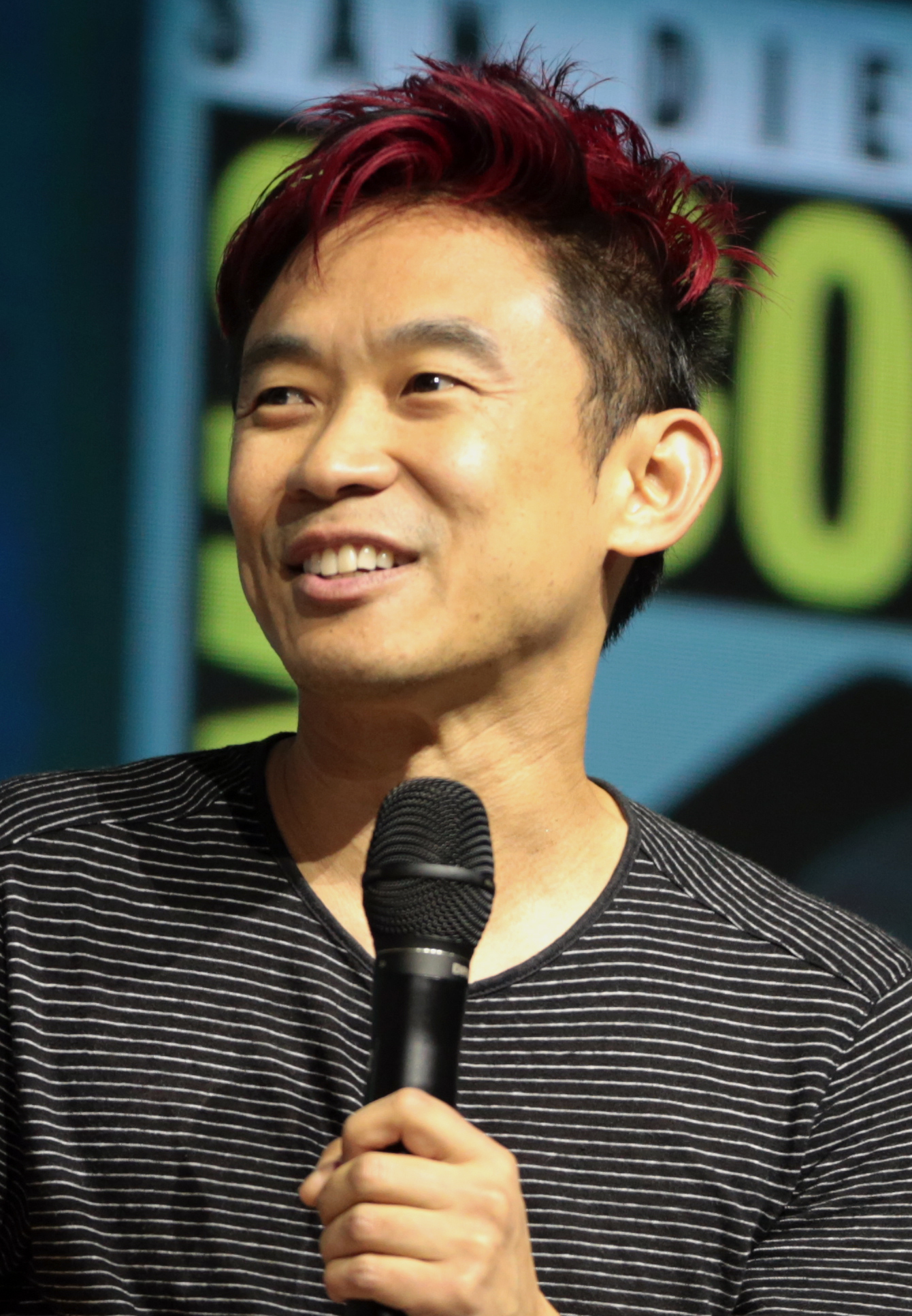
James Wan foi produtor executivo do reboot

Em 1997, o contrato original de Robin Shou com Mortal Kombat era para três filmes, e a produção da Threshold Entertainment para um terceiro filme foi inicialmente agendada para começar logo após o lançamento de Annihilation, mas foi arquivado devido à má recepção e o desempenho ruim de bilheteria do segundo filme. As tentativas de produzir um terceiro filme desde então permaneceram paradas no inferno do desenvolvimento, com inúmeros roteiros reescritos e mudanças de enredo, elenco e equipe. Uma enquete de novembro de 2001 no site oficial do Mortal Kombat hospedado pela Threshold perguntou aos fãs quais personagens eles acreditavam que morreriam no terceiro filme. A destruição de Nova Orleans em 2005 pelo furacão Katrina afetou muito uma das locações planejadas para as filmagens. Em junho de 2009, um processo judicial de falência viu Lawrence Kasanoff processando a Midway Games, enquanto mencionava que um terceiro filme estava em andamento. A Warner Bros. Pictures (que se tornou a dona da New Line Cinema em 2008, depois de mais de uma década operando como divisões separadas da Time Warner) acabou comprando a maior parte das ações da Midway, incluindo Mortal Kombat.
Em 2010, o diretor Kevin Tancharoen lançou um curta de oito minutos intitulado Mortal Kombat: Rebirth, feito como um discurso para a Warner Bros. Pictures de um reboot da franquia de filmes de Mortal Kombat. Em setembro de 2011, a New Line Cinema e a Warner Bros. anunciaram que Tancharoen foi contratado para dirigir um novo longa-metragem a partir de um roteiro de Mortal Kombat: Rebirth, escrito por Oren Uziel, com a intenção de buscar uma classificação para maiores. As filmagens estavam previstas para começar em março de 2012 com um orçamento projetado entre US $ 40–50 milhões e uma data de lançamento para 2013. No entanto, o projeto foi atrasado devido a restrições de orçamento, e Tancharoen começou a trabalhar na segunda temporada da websérie Mortal Kombat: Legacy até que os problemas com o filme fossem resolvidos, mas ele saiu da produção em outubro de 2013.
James Wan assinou como produtor do filme em agosto de 2015. Simon McQuoid foi contratado como diretor em novembro de 2016, marcando sua estreia na direção de longas-metragens, com Greg Russo escrevendo o roteiro. Russo twittou em fevereiro de 2019 que o roteiro do filme estava completo. Em maio de 2019, foi anunciado que o filme havia entrado em pré-produção e seria filmado no sul da Austrália, com data de lançamento para 5 de março de 2021. Russo twittou em julho de 2019 que o filme teria uma classificação para maiores e que os Fatalities dos jogos "finalmente estariam na tela grande".
Em abril de 2021, McQuoid revelou que o filme chegou "bem perto da linha" de obter uma classificação NC-17 pela Motion Picture Association, dizendo na íntegra: "O que tínhamos que ter um pouco de cuidado era... você pode chegar ao território NC-17 bem rápido. É diferente em um videogame quando não são seres humanos reais. Quando você move isso para a realidade, um conjunto diferente de coisas começa a acontecer em sua mente e você é avaliado de maneira ligeiramente diferente. Então havia certas coisas no jogo que significariam que o filme seria impossível de ser lançado. E nenhum de nós queria isso… Então, estávamos equilibrando essas coisas o tempo todo. E há algumas coisas que você verá que realmente chegam bem perto de a linha porque não queríamos que as pessoas dissessem, 'Meh. Parecia meio chato.'" Por fim, após algumas edições, o filme recebeu a classificação R pretendida.

### Elenco
Joe Taslim foi o primeiro ator escolhido para a produção em julho de 2019, como Sub-Zero. Em agosto, Mehcad Brooks, Tadanobu Asano, Sisi Stringer e Ludi Lin foram escalados para os papéis de Jax, Raiden, Mileena e Liu Kang, respectivamente. No final daquele mês, Josh Lawson, Jessica McNamee, Chin Han e Hiroyuki Sanada foram escalados como Kano, Sonya Blade, Shang Tsung e Scorpion, respectivamente, com Lewis Tan no papel de Cole Young, um personagem original criado para o filme. Em 16 de setembro de 2019, foi anunciado que Max Huang havia sido escolhido como Kung Lao. Elissa Cadwell foi anunciada como tendo sido escalada como Nitara em 11 de novembro de 2019. Matilda Kimber foi escalada em 4 de dezembro de 2019. Em 8 de dezembro de 2020, o ator Daniel Nelson foi escalado como Kabal.

### Filmagens
A produção ocorreu nos estúdios de Adelaide e em outros locais no sul da Austrália. As filmagens começaram de 16 de setembro de 2019 a 13 de dezembro. Todd Garner afirmou que "temos mais dias para filmar" em sua declaração sobre o atraso de lançamento do filme. O filme foi rodado nas câmeras ARRI ALEXA LF e Mini LF com lentes Panavision Anamórficas.

### Efeitos visuais
A Rising Sun Pictures (RSP), uma empresa de Adelaide, foi a principal fornecedora de efeitos visuais, entregando mais de 600 tomadas de efeitos visuais para o filme. Os artistas do estúdio também criaram os efeitos para a última cena, uma luta furiosa que durou cerca de 10 minutos. A RSP ganhou o Prêmio Especial de Mérito da AEAF em 2021 por seu trabalho no filme.

## Música
Benjamin Wallfisch foi o grande responsável por compor a trilha sonora do filme. Em março de 2021, o diretor Simon McQuoid revelou que Wallfisch realmente começou as composições para o filme antes de ser oficialmente contratado para o projeto e que o filme incluirá uma nova versão da faixa "Techno Syndrome" do The Immortals produzida por Wallfisch.

## Lançamento

### Marketing
Em 15 de janeiro de 2021, quando o filme foi inicialmente confirmado para ser lançado antes de ser adiado devido à pandemia de COVID-19, a Entertainment Weekly lançou um "first look" do filme, que continha várias fotos dos bastidores. Em 17 de fevereiro de 2021, uma série de pôsteres dos personagens foi lançada para o filme, junto com o anúncio de que o primeiro trailer do filme seria lançado no dia seguinte. Em 18 de fevereiro de 2021, o primeiro trailer de banda vermelha do filme foi lançado online. O trailer recebeu elogios de fãs e críticos, com elogios especiais para as sequências de ação sangrentas e a inclusão dos icônicos fatalitys do jogo. Uma cena com Scorpion dizendo sua frase de efeito icônica "Get over here!" também foi visto como um destaque do trailer. Mais tarde, foi revelado que o primeiro trailer do filme se tornou o trailer de banda vermelha mais assistido da história, ultrapassando Logan e Deadpool 2.

### Cinema e streaming
Mortal Kombat foi lançado internacionalmente nos cinemas em 8 de abril de 2021, e mais tarde foi lançado nos Estados Unidos em 23 de abril de 2021, em ambos os cinemas e na HBO Max. Originalmente a data de lançamento era 16 de abril de 2021. O filme seria lançado originalmente em 5 de março de 2021, mas foi transferido para 15 de janeiro de 2021. Em novembro de 2020, o produtor Todd Garner confirmou que o filme deveria ser adiado até que os cinemas sejam reabertos devido a pandemia de COVID-19, antes de ser finalmente programado para ser lançado em abril. Como parte dos planos de todos os filmes de 2021, a Warner Bros. também exibiu o filme simultaneamente no serviço de streaming HBO Max pelo período de um mês, após o qual o filme foi removido até o período normal de lançamento em home video. Na Austrália e na Nova Zelândia, o filme foi lançado na Netflix em janeiro de 2022, apesar de seu lançamento no HBO Max em outro lugar devido à falta de disponibilidade do serviço HBO Max fora da América do Norte.
No final de março de 2021, o filme foi adiado uma semana de 16 de abril para 23 de abril. O filme foi lançado no Japão em 18 de junho de 2021, apesar de não ter nenhum jogo do Mortal Kombat lançado oficialmente no país devido às regras CERO (Organização de Classificação de Entretenimento de Computador) de sangue excessivo.

### Home video
Mortal Kombat foi lançado em Digital HD em 11 de junho de 2021 e em DVD, Blu-ray e Ultra HD Blu-ray pela Warner Bros. Home Entertainment em 13 de julho de 2021.

## Recepção

### Visualização do público
Após seu lançamento nos Estados Unidos, a Samba TV informou que 3,8 milhões de lares assistiram pelo menos os primeiros cinco minutos nos primeiros três dias. Foi assistido em 4,3 milhões de lares durante sua primeira semana e 5,5 milhões de domicílios nos primeiros 17 dias, um recorde para um título da HBO Max. No final do primeiro mês, o filme foi transmitido em mais de 5,6 milhões de residências nos Estados Unidos. Em janeiro de 2022, a empresa de tecnologia Akami informou que Mortal Kombat foi o quinto filme mais pirateado de 2021.

### Bilheteria
Mortal Kombat arrecadou US$ 42,3 milhões nos Estados Unidos e Canadá, e US$ 42,1 milhões em outros territórios, para um total mundial de US$ 84,4 milhões.
Em 14 de abril de 2021, o filme arrecadou US $ 10,7 milhões em todo o mundo, de um orçamento relatado de US $ 50 milhões. Em seu fim de semana internacional de estreia, o filme arrecadou US $ 10,7 milhões em 17 países; seu maior mercado foi a Rússia (US $ 6,1 milhões). Nos Estados Unidos, o filme estreou com US$ 23,3 milhões no primeiro fim de semana.

### Crítica
Resenhas de Mortal Kombat foram divisivas, destacando a violência do filme. O Metacritic atribuiu ao filme uma pontuação média ponderada de 44 em 100, com base em 43 críticos, indicando "críticas mistas ou médias". O público pesquisado pelo CinemaScore deu ao filme uma nota média de "B+" em uma escala de A+ a F, enquanto o PostTrak deu uma pontuação positiva de 92%, com 78% dizendo que definitivamente o recomendariam.
Alonso Duralde, do TheWrap, escreveu: "Os espectadores interessados em ação de artes marciais provavelmente acharão o combate com um C sem brilho da mesma forma que a luta corpo a corpo tende a ser quando é abafada por efeitos digitais. Mais propensos a se divertir com este último Mortal Kombat são os entusiastas de Sam Raimi, que podem apreciar a comédia em gêiseres exagerados de sangue falso, que o filme desencadeia com crescente regularidade à medida que as lutas ficam mais sérias." John DeFore, do The Hollywood Reporter, disse que o filme "não foi exatamente um nocaute" e escreveu: "Um filme B que se beneficiaria imensamente de alguma inteligência no roteiro e carisma no elenco, não é tão agressivamente hacky quanto a obra de P.W.S.A., mas esbarra em problemas que ele não enfrentou em 1995: Ou seja, a fasquia foi bastante elevada para filmes em que equipes de jovens superpoderosos lutam para salvar o universo."
Korey Coleman e Martin Thomas, do Double Toasted, comentaram que faltava qualquer identificação com o elenco e, além disso, consideraram o personagem de Cole Young um protagonista fraco e desinteressante. James Marsh, do South China Morning Post, avaliou positivamente, dizendo "O diretor Simon McQuoid entende e honra as origens do videogame no filme, incluindo falas memoráveis e movimentos de luta característicos do começo ao fim."
Ben Kenigsberg, do The New York Times, escreveu: "A última adaptação do videogame para a tela ainda mostra que tentar construir um enredo coerente em torno desses personagens é uma armadilha fatal". Brian Lowry, da CNN, deu uma crítica negativa a Mortal Kombat, escrevendo: "Para aqueles que estão em cima do muro, porém, 'Mortal Kombat' dificilmente vale a pena começar, muito menos terminar". Matt Goldberg, do Collider, escreveu: "A nova adaptação de Simon McQuoid é um trabalho árduo sem alegria que nem consegue entregar lutas emocionantes". Benjamin Lee, do The Guardian, avaliou o filme em 2/5, afirmando que "Uma nova tentativa boba e datada de transportar o clássico jogo de luta para a tela grande é, na melhor das hipóteses, um relógio bêbado tarde da noite".

## Sequência
Em relação à continuação do filme como uma série, o produtor do filme, Todd Garner, revelou ao Collider que existe a possibilidade de um filme autônomo centrado em Johnny Cage. Taslim revelou que assinou contrato para quatro sequências se a reinicialização for um sucesso. O diretor Simon McQuoid afirmou que está aberto para retornar para dirigir uma sequência se a história for boa. O co-roteirista Greg Russo disse ao Collider que vê a reinicialização como uma trilogia com o primeiro filme ambientado antes do torneio, o segundo filmado durante o torneio e o terceiro filmado após o torneio.
Em uma entrevista após o lançamento do filme, McQuoid disse que o personagem Johnny Cage não foi apresentado no filme porque Johnny Cage era uma "personalidade gigante" e desequilibraria o filme. Ele revelou que sequências em potencial poderiam explorar o material para personagens como Cage e Kitana. Ele também expressou que gostaria de incluir mais personagens femininas.
Durante uma entrevista, Jessica McNamee expressou interesse em explorar seu relacionamento com Johnny e Cassie Cage em possíveis sequências. O lutador profissional The Miz expressou abertamente interesse no papel de Johnny Cage e até recebeu o apoio do co-criador de Mortal Kombat, Ed Boon, e do dublador de Cage nas animações Mortal Kombat Legends, Joel McHale. O ator marcial Scott Adkins também mostrou interesse no papel de Cage ao entrevistar Lewis Tan com o último concordando. Karl Urban foi eventualmente escolhido para o personagem. Outras adições incluem Tati Gabrielle  como Jade, Adeline Rudolph como Kitana, Martyn Ford como Shao Kahn, Desmond Chiam como  Jerrod, Ana Thu Nguyen como Sindel, Damon Herriman como Quan Chi, e CJ. Bloomfield como Baraka.

Em 14 de setembro de 2021, a Variety informou que a Warner Bros. está procurando desenvolver outras parcelas em seu universo Mortal Kombat. Em 26 de janeiro de 2022, a Warner Bros. deu oficialmente sinal verde para uma sequência, com Jeremy Slater definido para escrever o roteiro. Slater disse ao ComicBook.com que Cage está na sequência, mas não tem certeza de quanto ele estará no filme. Em julho de 2022, McQuoid assinou contrato para dirigir a sequência. As filmagens começaram em junho de 2023.